# Central nuclear de Surry

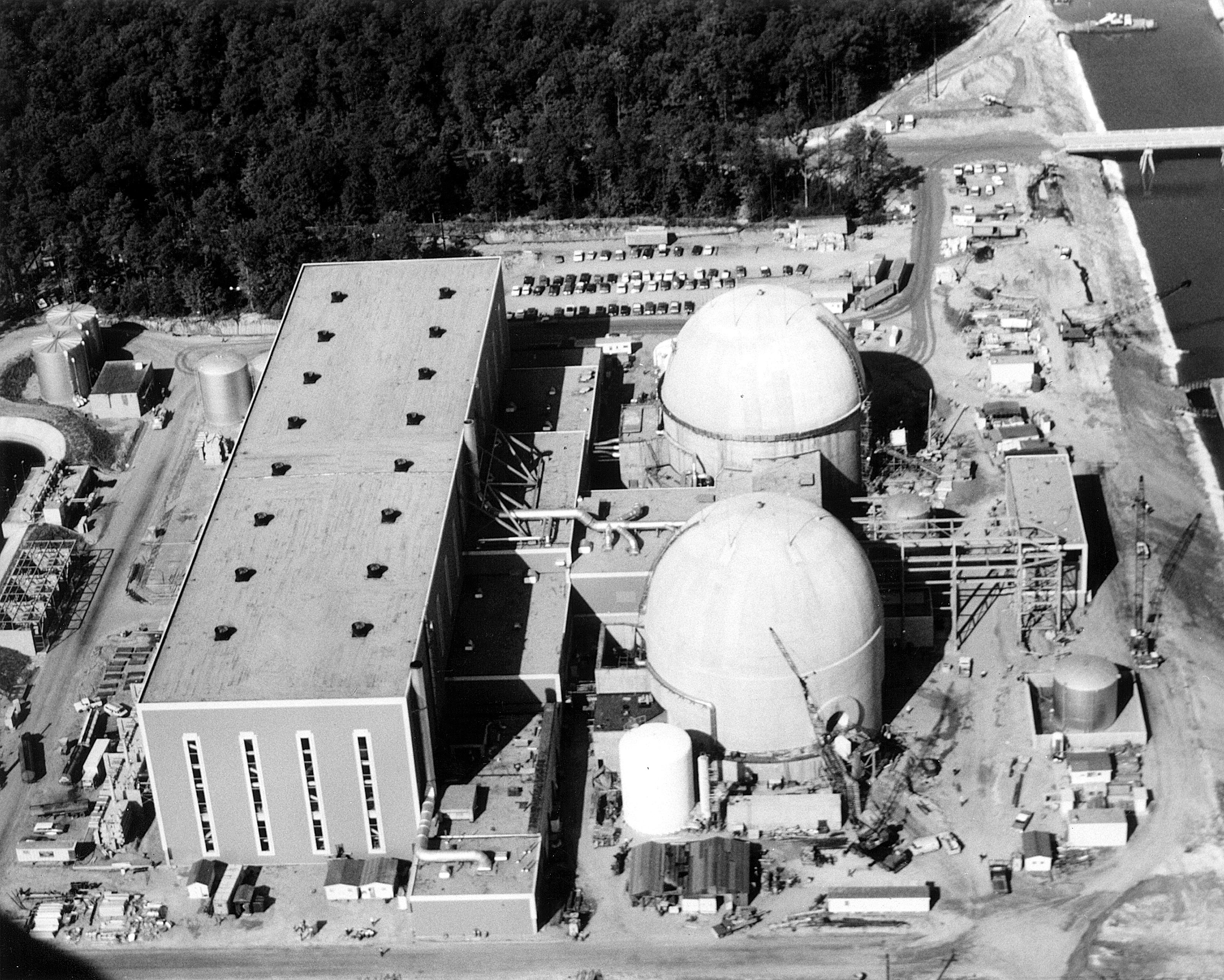
Vista aérea de la central nuclear de Surry.

La central nuclear de Surry está situada en el condado de Surry, Virginia, y ocupa una superficie de 3,4 km² al lado del río James cerca de la histórica Jamestown.
Propiedad: el funcionamiento de Surry corre a cargo de Dominion Generation y es propiedad de Dominion Resources, Inc.
La planta cuenta con dos reactores de agua a presión de Westinghouse que se conectaron a la red en 1972 y 1973 respectivamente.
Surry fue una de las plantas analizadas en el estudio de seguridad NUREG-1150.